# Hieronymus de Moravia
Hieronymus de Moravia, deutsch Hieronymus von Mähren, († nach 1271) war Dominikaner und ein Musiktheoretiker des Mittelalters.

## Biografie
Hieronymus’ Beiname lässt darauf schließen, dass er aus Mähren stammte. Er lebte und arbeitete vermutlich im Dominikanerkloster in der Rue Saint-Jacques in Paris. Er schrieb den Tractatus de Musica, eine Enzyklopädie des musikalischen Wissens seiner Zeit in 48 Kapiteln. Die darin verarbeiteten Kenntnisse hatte er an der Universität von Paris erworben; sie basieren vor allem auf Boethius, Guido von Arezzo und Johannes von Afflighem. Eigenständig ist er in den Kapiteln 25 De modo faciendi novos ecclesiasticos et omnes alios firmos sive planos cantus – über die Art neue Kirchengesänge und alle anderen cantus firmus oder planus zu machen (bezogen auf die Praxis des gregorianischen Chorals) – und 28 In tetrachordis et pentachordis musicis instrumentis puta in viellis et similibus per consonantias chordis distantibus mediis vocum inventionibus – über Wesen und Gebrauch der vier- und fünfsaitigen Fidel.

## Werkausgabe
- Christian Meyer, Guy Lobrichon, Carola Hertel-Geay (Hg.): Hieronymus de Moravia. Tractatus de musica. CCCM 250, Turnhout 2012, ISBN 978-2-503-54210-2
- Digitale Version vom Manuscript: Tractatus de Musica (1272/1304), Hieronymus de Moravia